# Neostethus ctenophorus
Neostethus ctenophorus is een straalvinnige vissensoort uit de familie van dwergaarvissen (Phallostethidae). De wetenschappelijke naam van de soort is voor het eerst geldig gepubliceerd in 1937 door Aurich.